# Ousmane Coulibaly
Ousmane Coulibaly (Alto Volta, 23 de febrero de 1969) es un exfutbolista y entrenador de fútbol de Burkina Faso que jugaba en la posición de defensa.

## Carrera

### Club
Jugó toda su carrera con el RC Bobo-Dioulasso de 1991 a 2001, equipo con el que fue campeón nacional en dos ocasiones, ganó un título de copa y una supercopa.

### Selección nacional
Jugó para Burkina Faso en 34 ocasiones de 1994 a 2001 sin anotar goles y participó en la Copa Africana de Naciones 1998.

### Entrenador
| Periodo   | Club       |
| --------- | ---------- |
| 2022-2023 | RC Kadiogo |

## Logros
- Primera División de Burkina Faso (2): 1996, 1997
- Copa de Burkina Faso (1): 1995
- Supercopa de Burkina Faso (1): 1994/95